# Mimegralla strenua
Mimegralla strenua är en tvåvingeart som först beskrevs av Walker 1856.  Mimegralla strenua ingår i släktet Mimegralla och familjen skridflugor. Inga underarter finns listade i Catalogue of Life.